# Pokémon Origins
Pocket Monsters: The Origin (ポケットモンスター THE ORIGIN Poketto Monsutā Ji Orijin), là một anime truyền hình Nhật Bản đặc biệt dựa trên Pokémon của Nintendo. Không giống phim đang chiếu, nó có bối cảnh và nhân vật từ trò chơi điện tử Pokémon Red và Blue. Giống như Pokémon (phim) nó không thuộc sở hữu Media Factory (công ty mới của Kadokawa Corporation). Hoạt hình được quản lý bởi Production I.G, Xebec, và OLM, Inc., được chia thành 4 phần mỗi phần do một đạo diễn khác nhau từ xưởng phim của họ phụ trách. Phim được phát sóng lần đầu trên TV Tokyo vào ngày 2 tháng 10 năm 2013 tới ngày 2 tháng 12 năm 2013, mười ngày trước khi Pokémon X và Y phát hành.

## Phân vai
| Nhân vật                        | Diễn viên lồng tiếng Nhật |
| ------------------------------- | ------------------------- |
| Red                             | Junko Takeuchi            |
| Blue (Green)                    | Takuya Eguchi             |
| Professor Oak (Professor Okido) | Katsuji Mori              |
| Brock (Takeshi)                 | Tomokazu Sugita           |
| Giovanni (Sakaki)               | Rikiya Koyama             |
| Lance (Wataru)                  | Tokuyoshi Kawashima       |
| Reina                           | Yui Ishikawa              |
| Mr. Fuji                        | Minoru Inaba              |
| Red's Mother                    | Satsuki Yukino            |
| Pokémon Center Nurses           |                           |
| Team Rocket Members             |                           |
| Lass, Red's Nidoran♂, Cubone    |                           |
| Ghost Marowak                   |                           |
| Brock's Onix                    |                           |
| Mew                             |                           |
| Various characters              |                           |

## Danh sách tập
| STT. | Tên tập phim           | Ngày phát sóng gốc | Ngày phát sóng tiếng Anh |
| ---- | ---------------------- | ------------------ | ------------------------ |
| 1    | "Reddo" (レッド)       | 2/10/ 2013         |                          |
| 2    | "Karakara" (カラカラ)  | 2/10/2013          |                          |
| 3    | "Sakaki" (サカキ)      | 2/10/ 2013         |                          |
| 4    | "Rizādon" (リザードン) | 2/10/ 2013         |                          |